# Ix Chel

Mayské vyobrazení Ix Chel

Ix Chel byla mayská bohyně léčitelství, porodů a tkaní bavlny. Bývá často ztotožňována s Měsícem. Její jméno je v překladu „Paní duha“ a opatrovala vody jezer a pramenů a byly jí tak zasvěceny vodní zdroje a např. Isla Mujeres „Ostrov matek“ nebo jeskyně Bolonchén na Yucatánu, kam se pořádaly ženské poutě žádající o pomoc bohyně.